# Ирина Прес
Ирина Прес (рус. Ирина Натановна Пресс; Харков, 10. март 1939 — Москва, 21. фебруар 2004) била је  мултиталентована совјетска атлетичарка која се такмичика у петобоју, спринту, бацању кугле. Двострука је учеоница на олимпијским играма 1960. у Риму и 1964. у Токују

## Биографија
У Риму је освојила златну медаљу на 80 м препоне  и завршила као четврто у штафети 4 × 100 м  Четири године касније у Токију завршила је на четвртом месту на 80 метара препоне, шестом месту у бацању кугле, а освојила је злато у ново представљеном петобоју. Резултатом 5,246 бодова поставила је светски рекорд,	
Заједно са старијом сестром Тамаром, Ирина је поставила 26 светских рекорда између 1959. и 1966. Каријере обе сестре Прес нагло су се завршиле у време када је организована верификација пола на месту игара од 1968.у Мексико Ситију. Критичари сматрају да су сестре Прес биле мушкарци или интерсексуалци. Још једна тврдња била је да им се убризгавају мушки хормони како би их ојачали. Клеветници су их звали "Браћа са притиском".
Након повлачења са такмичења Пресова је стекла диплому из физичког васпитања и радила као тренер у свом клубу Динамо из Москве. Заузимала је и различита места у совјетској спортској администрацији, као шефа совјетског, а касније и руског Државног комитета за физичку културу, спорт и туризам. Од 2000. до смрти 2004. године водила је Московски комитет за физичку културу и спорт.

## Лични рекорди
| Дисципина    | Резултат | Датум              | Место            |
| ------------ | -------- | ------------------ | ---------------- |
| 100 м        | 11,4     | 23. септембар 1960 | Леселидзе, СССР  |
| 200 м        | 24,02    | 0. октобар 1961    | Тбилиси, СССР    |
| 80 м препоне | 10,3 СР  | 24. октобар 1965   | Тбилиси, СССР    |
| Скок удаљ    | 6,24 м   | 9. октобар 1961    | Тбилиси, СССР    |
| Бацање кугле | 17,21 м  | 31. мај 1964       | Минск, СССР      |
| Петобој      | 5.246 СР | 31. мај 1964       | Токио, Јапан ЛОИ |